# Victor Guillot
Victor Guillot, né le 12 juin 1996 à Saint-Jean-de-Maurienne, est un skieur alpin francais.

## Biographie
En 2009, il est vice-champion de France Benjamins (moins de 13 ans) de slalom géant aux Menuires. En 2011, il est à nouveau vice-champion de France de slalom géant, mais dans la catégorie d'âge supérieure : les Minimes (moins de 15 ans).
En 2013, il termine à une bonne 7e place du slalom géant du Festival olympique de la jeunesse européenne à Poiana Brasov. Cette même année, ils encore vice-champion de France de slalom géant, dans la catégorie U18 (moins de 18 ans). En 2014, il est vice-champion de France de slalom aux  Arcs. En janvier 2015, il dispute sa 1re épreuve de Coupe d'Europe dans le slalom  de Chamonix.
Il intègre l'équipe de France B à partir de la saison 2015-2016. En janvier 2016 il marque ses premiers points en Coupe d'Europe dans le slalom géant de Val-d'Isère. En mars, il prend une bonne 9e place du slalom géant des championnats du monde Juniors (moins de 21 ans) à Sotchi. Le même mois, il est enfin sacré Champion de France U21 (moins de 21 ans) de slalom géant aux Menuires (après 3 titres de vice-champion de cette spécialité).
En décembre 2016, il fait ses débuts en Coupe du monde dans le géant de Val-d'Isère. En mars 2017, il décroche une superbe 3e place dans le slalom géant des championnats du monde Juniors à Åre. À la fin du même mois il s'empare d'un nouveau titre de vice-champion de France U21 de slalom géant à Lélex.
En février 2021, il obtient son meilleur résultat en Coupe d'Europe en prenant la 5e place du slalom géant de Berchtesgaden. Il renoue ce même mois avec la Coupe du monde en disputant les slaloms géants de Bansko.
Il met fin à sa carrière le 7 avril 2021, à l'âge de 24 ans.

## Palmarès

### Coupe du monde
- 7 slalom géant disputés

### Championnats du monde juniors
| Épreuve / Édition    | Descente | Super G | Slalom géant | Slalom  | Combiné |
| Mondiaux 2016 Sotchi | 42e-     | 36e     | 9e           | Abandon | Abandon |
| Mondiaux 2017 Åre    | -        | -       | Bronze       | Abandon | -       |

### Coupe d'Europe
75 départs
1 top-5

#### Classements
| Saison / Épreuve | Saison / Épreuve | Général | Général | Descente | Descente | Super G | Super G | Slalom géant | Slalom géant | Slalom | Slalom | Combiné | Combiné |
| ---------------- | ---------------- | ------- | ------- | -------- | -------- | ------- | ------- | ------------ | ------------ | ------ | ------ | ------- | ------- |
| Saison / Épreuve | Saison / Épreuve | Class.  | Points  | Class.   | Points   | Class.  | Points  | Class.       | Points       | Class. | Points | Class.  | Points  |
| 2016             | 2016             | 197e    | 4       | -        | -        | -       | -       | 72e          | 4            | -      | -      | -       | -       |
| 2017             | 2017             | 166e    | 17      | -        | -        | -       | -       | 51e          | 17           | -      | -      | -       | -       |
| 2018             | 2018             | 134e    | 35      | -        | -        | -       | -       | 46e          | 35           | -      | -      | -       | -       |
| 2019             | 2019             | 187e    | 9       | -        | -        | -       | -       | 61e          | 9            | -      | -      | -       | -       |
| 2020             | 2020             | 132e    | 35      | -        | -        | -       | -       | 35e          | 37           | -      | -      | -       | -       |
| 2021             | 2021             | 78e     | 91      | -        | -        | -       | -       | 22e          | 91           | -      | -      | -       | -       |

### Festival Olympique de la Jeunesse Européenne
| Épreuve / Édition       | Slalom géant | Slalom | Team event |
| FOJE 2013 Poiana Brasov | Abandon      | 7e     | -          |

### Championnats de France

#### Élite
| Édition / Epreuve                             | Descente | Super G | Slalom géant | Slalom  | Super combiné |
| --------------------------------------------- | -------- | ------- | ------------ | ------- | ------------- |
| Championnats 2013 Peyragudes                  | 62e      | 32e     | Abandon      | Abandon | -             |
| Championnats 2014 Méribel                     | 37e      | Abandon | Abandon      | 11e     | Abandon       |
| Championnats 2015 Tignes/Serre-Chevalier      | -        | 30e     | Abandon      | Abandon | -             |
| Championnats 2016 Les Menuires                | -        | -       | 5e           | Abandon | -             |
| Championnats 2017 Tignes/Val Thorens/Lélex    | -        | 16e     | 9e           | Abandon | 28e           |
| Championnats 2018 Châtel                      | -        | 45e     | Abandon      | 7e      | 16e           |
| Championnats 2019 Auron / Isola 2000          | -        | -       | Abandon      | -       | -             |
| Championnats 2020 Val Thorens                 | annulée  | annulé  | annulé       | annulé  | annulé        |
| Championnats 2021 Châtel / Saint-Jean-d'Aulps | -        | 29e     | Abandon      | -       | 12e           |

#### Jeunes
1 titre de Champion de France
5 fois vice-champion de France

##### Juniors U21 (moins de 21 ans)
2017 à Lélex: 
- Vice-champion de France de slalom géant

2016 aux Menuires : 
- Champion de France de slalom géant

##### Cadets U18 (moins de 18 ans)
2014 aux  Arcs
- Vice-champion de France de slalom

2013 :
- Vice-champion de France de slalom géant

##### Minimes (moins de 15 ans)
2011 à Serre-Chevalier :
- Vice-champion de France de slalom géant

##### Benjamins (moins de 13 ans)
2009 aux Menuires :
- Vice-champion de France de slalom géant